# Potamilla alba
Potamilla alba är en ringmaskart som beskrevs av Knox 1951. Potamilla alba ingår i släktet Potamilla och familjen Sabellidae. Inga underarter finns listade i Catalogue of Life.